# چیهو ۳۶۰
چیهو ۳۶۰ (به انگلیسی: Qihoo 360) نام یک شرکت نرم‌افزاری است که شهرت آن به دلیل انتشار نرم‌افزارهای امنیتی رایگان برای سیستم عامل‌های ویندوز، مکینتاش و اندروید است.
این شرکت در سال ۲۰۰۵ میلادی در چین بنیان گذاشته شد و به سرعت رشد کرد؛ تا جایی که در انتهای سال ۲۰۱۲ میلادی نرم‌افزار ضدویروس آن برای ویندوز بیش از ۴۵۰ میلیون کاربر و نرم‌افزارهای امنیتی آن برای اندروید بیش از ۲۰۷ میلیون کاربر داشته‌اند.
نسخه ویندوز این ضد ویروس از سه موتور برای شناسایی و حذف ویروس‌ها استفاده می‌کند که یکی از آنها موتور ضد ویروس پرقدرت بیت دیفندر است.

## نرم‌افزارها
- 360 Mobile Security برای اندروید
- 360 mobile safe برای اندروید
- 360 Internet Security برای ویندوز و مکینتاش
- 360 Browser مرورگر اینترنت